# 글래드 호텔앤리조트
1977년 설립되어 1979년 오라 컨트리클럽 개장, 1981년 제주 그랜드호텔을 순차적으로 개관하여 1986년에는 대림계열로 편입, 1992년에는 1천만불 관광진흥탑을 수상하는 등 40여년의 시간 동안 업계 최고의 수입성과 재무 건전성을 바탕으로 전문적인 호텔을 운영하고 있다.
2011년 강원도 정선의 메이힐스 리조트의 위탁경영을 시작했으며 2015년 GLAD라는 신규 브랜드 론칭하였고, 글래드 여의도를 시작으로 2016년 트렌드세터를 위한 라이프스타일 호텔 글래드 라이브 강남, 2017년 글래드 강남 코엑스센터, 2018년 글래드 마포를 개관하며 GLAD만의 실용적이면서도 고객 중심적인 서비스를 제공하고 있다.

## 연혁[1]
- 1977년 6월 24일 : 삼호개발㈜ 창립(호텔사업부 및 골프사업부)
- 1977년 7월 1일 : 오라골프장 착공
- 1978년 8월 1일 : 제주그랜드호텔 착공
- 1979년 7월 22일 : 오라골프장 개장
- 1981년 7월 11일 : 제주그랜드호텔 개관
- 1985년 6월 28일 : 제주그랜드호텔 신관 준공
- 1985년 7월 6일 : 제주그랜드호텔 신관 개관
- 1986년 7월 30일 : 대림계열에 편입
- 1986년 11월 25일 : 동광기업㈜ 흡수 합병
- 1987년 2월 23일 : 오라관광㈜ 상호 변경
- 2011년 1월 1일 : 메이힐스 리조트 위탁경영
- 2014년 4월 27일 : 제주 항공우주 호텔 오픈
- 2014년 12월 6일 : 글래드 여의도 오픈
- 2015년 9월 15일 : 메종 글래드 제주 호텔명 변경[2]
- 2016년 9월 17일 : 글래드 라이브 강남 오픈
- 2017년 12월 31일 : 글래드 강남 코엑스센터 오픈
- 2018년 3월 30일 : 글래드 마포 오픈
- 2019년 2월 11일 : 글래드 호텔앤리조트㈜ 사명 변경[3]

## 호텔[4]
- 글래드 여의도 - 공식 웹사이트

319개 객실을 갖춘 글래드 호텔 여의도는 스마트한 여행자들을 호텔로, 지나치게 고급화되고 획일화된 특급 호텔과 디자인에 과하게 치중된 부티크 호텔들 사이에서 글래드 호텔 여의도는 새로운 카테고리의 실용적 호텔을 제시한다. 독창적이면서 효율적인 공간, 집에 머무르는 듯 아늑한 객실, 위트와 친근함이 느껴지는 디자인, 있어야 할 것은 더 충실히 갖추고 없어도 될 것은 과감하게 간소화한 어메니티와 서비스를 중요시하는 ‘실용성과 친근함’을 내세운다.
글래드 호텔 여의도는 정중하지만, 지나치게 무겁거나 고루한 틀에 박혀 있지 않으며, 비즈니스 호텔의 무난하고 건조한 분위기를 탈피할 수 있도록, 디자인과 서비스에 글래드 호텔 여의도 특유의 친근함을 담았다. 글래드 호텔 여의도는 '디자인 호텔스(Design Hotels)'멤버로, 독창적이며 효율적인 콘셉트로 미적, 건축적 가치를 인정받았으며, 섬세하게 디자인되고 일관되게 적용되는 호텔의 로고와 타이포그래피, 컬러, 일러스트레이션은 고객에게 특별하고 차별화된 공간 경험을 제공한다.

글래드 여의도는 뉴욕 레스토랑의 레트로풍을 느낄 수 있는 디자인 공간 ‘그리츠’, 고품격 갓포요리 전문점 ‘갓포아키’, 영화 <킹스맨. 컨셉의 국내 최고 수준의 싱글몰트 스카치 위스키를 보유한 ‘블랙바’, 웨딩부터 다양한 연회, 행사, 이벤트가 가능한 블룸 홀, 웰컴 룸 등의 연회장, 고객편의를 위한 크리에이티브 라운지, 체육관 시설을 갖추고 있다. 
- 글래드 마포 - 공식 웹사이트 보관됨 2019-09-16 - 웨이백 머신

글래드 마포는 스마트한 여행자들을 위한 글로벌 호텔 브랜드 GLAD가 선보이는 5번째 호텔이다. 글래드 마포는 모던하면서도 감각적인 디자인과 효율적으로 공간을 활용한 일반 객실부터 스위트까지 총 378개의 객실을 보유하고 있다. 공항철도와 지하철을 비롯한 대중교통 이용이 편리하여 관광과 비즈니스를 동시에 누릴 수 있는 최적의 위치 조건을 갖추고 있다.

270평의 넓은 테라스를 자랑하는 레스토랑과 카페&바에서는 서울의 아름다운 시티뷰를 감상할 수 있다. 프리미엄 뷔페 레스토랑 ‘그리츠M’, 이탈리아 대표 커피 브랜드 '세가프레도 커피&바', 소규모 세미나, 간담회 등을 위한 프로젝트 룸, 체육관, 크리에이티브 라운지, 편의점 등의 시설을 갖추고 있다. 
- 글래드 강남 코엑스센터 - 공식 웹사이트

282개의 객실을 갖춘 글래드 강남 코엑스센터는 스마트한 여행자들을 위한 호텔로 기존의 비즈니스 호텔이 지닌 무난하고 건조한 분위기를 탈피할 수 있도록, 디자인과 서비스에 글래드 강남 코엑스센터 특유의 친근함을 담았다.

COEX 인근에 위치하여 비지니스 고객 및 주말 나들이 고객이 머무르기 좋은 최적의 장소로 각광받고 있으며, 여심저격 플레이팅과 합리적인 가격으로 삼성역의 핫플레이스로 떠오른 ‘뷔페G’, 품격 있는 코스 요리를 즐길 수 있는 유러피언 레스토랑 ‘레스토랑G’, 이탈리아 대표 커피 브랜드 ‘세가프레도’를 운영하고 있다. 
- 글래드 라이브 강남 - 공식 웹사이트

글래드 라이브 강남은 스타일리쉬하고 디자인적인 요소가 가득한 210개의 객실, 셀렉트 다이닝 레스토랑과 카페등 엔터테인먼트, 문화를 아우르는 호텔로 감각적인 라이프 스타일을 즐기는 고객들의 ‘It Place’로 떠오르는 호텔이다.
글래드 라이브 강남은 지하 3층 지상 20층 210객실 규모로 큐레이티드 라이프스타일 호텔을 지향한다. 이는 호텔 측에서 직접 엄선해 구성한 객실, 다이닝, 엔터테인먼트, 전시 등 다양한 라이프스타일을 고객들에게 제공한다는 것을 의미한다.
객실은 총 디럭스 더블, 점보 트윈, 글래드 하우스, 풀 스위트 등 7개 스타일의 객실로 구성되었으며 실용적이고 심플한 인테리어로 완성됐다. 모든 객실에 세계적인 음향기기 전문업체인 ‘하만카돈’의 블루투스 스피커가 제공되며 빈백 소파, 무빙 테이블 등으로 고객 스스로 휴식공간을 연출할 수 있다.

특히, ‘디자인 호텔스(Design Hotels)’ 멤버로, 독창적이며 효율적인 콘셉트로 미적, 건축적 가치를 인정받았으며, 국내에는 글래드 라이브 강남, 글래드 여의도를 포함한 총 3개의 호텔 선정되었다. 섬세하고 일관되게 디자인된 호텔의 로고와 타이포그래피, 컬러, 일러스트레이션 등이 특별하고 차별화된 공간을 경험할 수 있게 한다. 
- 메종 글래드 제주 - 공식 웹사이트 보관됨 2019-11-15 - 웨이백 머신

40여 년의 역사와 전통을 자랑하는 메종 글래드 제주는 제주 관광의 랜드마크이자 헤리티지와 모던의 균형있는 가치를 간직한 제주 고유의 매력을 경험할 수 있는 호텔이다. 513개의 객실을 포함하여 올데이 스위밍을 즐길 수 있는 인피니티 풀과 패밀리 풀, 다양한 레스토랑과 바, 제주시 최대 규모의 컨벤션홀, 피트니스&사우나 등의 시설을 선보이고 있다.
특히, 메종 글래드 제주는 새로운 시설과 서비스로 재단장하기 위한 특별한 테넌트를 진행하고 다양한 부대업장을 오픈하고 있다. 투숙객에게는 호텔에서 머물며 다양한 시설과 서비스를 누릴 수 있는 여행의 즐거움을, 제주도민에게는 문화 생활을 한껏 업그레이드할 수 있도록 브랜드 선정 작업 및 레노베이션을 거쳐 가장 핫하고 트렌디한 브랜드와 콜라보레이션을 통해 꿀잠, 꿀맛, 꿀잼 오감만족을 선사하고 있다.

프리미엄 뷔페 레스토랑 ‘삼다정‘, 중식당 ‘청‘을 비롯해, 놀이시설과 최고급 이탈리안 레스토랑이 결합된 프리미엄 키즈 카페 릴리펏, 라운지 바 ‘정글북 by 앨리스바’, ‘1964 백미당’, 카페 베이커리 전문점 ‘카페 아티제’, ‘쥴라이 스파’, ‘멀티샵 피렌체’, 아베다 공식 파트너 헤어 살롱 ‘메종드누보 아베다살롱’, 명품주얼리 편집샵 ‘헤라몬드 쥬얼리’, 독일 글로벌 럭셔리 브랜드 ‘MCM’ 등 다양한 부대시설을 운영하고 있다. 

## 수상[5]
- 1992년 1천만불 관광진흥탑 수상
- 2011년 그린스타트 실천운동 공모대회 우수상 입상
- 2019년 2019 올해의 브랜드 대상 '올해의 라이프스타일' 선정[6]
- 2019년 2019 제주관광대상 종합 대상 수상[7]